# Giórgos Karaïváz
Giórgos Karaïváz (grec moderne : Γιώργος Καραϊβάζ), né en novembre 1968 à Kallífytos (el) (Dráma) et mort le 9 avril 2021 à Álimos, est un journaliste d'investigation grec, spécialisé dans le crime organisé, mort assassiné à Álimos.

## Biographie
Giórgos Karaïváz naît à Kallífytos (communauté de Dráma) en novembre 1968. Il commence sa carrière en 1989 au journal Ελεύθερη Ώρα, rubrique police, où il demeure jusqu'en 1996.
Il est connu, en Grèce pour ses enquêtes sur le crime organisé, notamment pour la chaîne télévisée privée Star Channel (depuis 2017) et le blog d'information bloko.gr qu'il a fondé et qu'il dirige,,. 

### Assassinat
Giórgos Karaïváz est assassiné devant son domicile d'Álimos, dans la banlieue sud d'Athènes, à 52 ans, par deux hommes à moto qui font feu sur lui — des tueurs professionnels, selon la police grecque,. Le Temps indique que plusieurs des récentes enquêtes du journaliste portaient sur des membres du parti Nouvelle Démocratie (notamment des membres du gouvernement soupçonnés d'avoir couvert Dimítris Lignádis (el), ancien directeur du Théâtre national grec, accusé d’abus sexuels sur mineurs) et sur la corruption de certains hauts-fonctionnaires de la police.